# Ernst Hartert

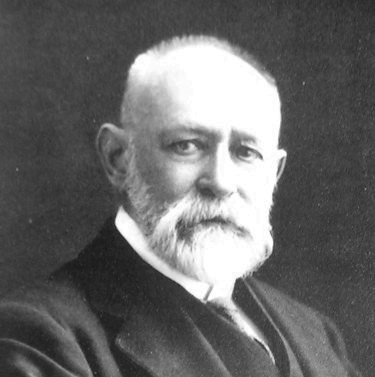
Ernst Hartert

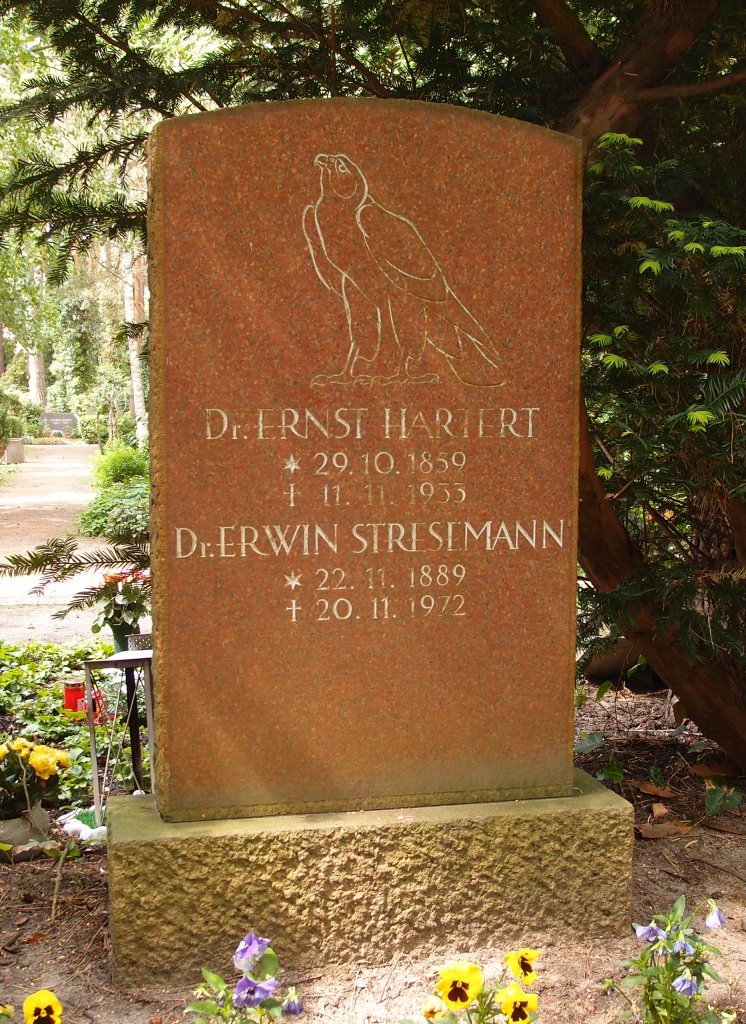
Grab von Ernst Hartert auf dem Waldfriedhof Dahlem in Berlin

Ernst Johann Otto Hartert (* 29. Oktober 1859 in Hamburg; † 11. November 1933 in Berlin) war ein deutscher Ornithologe.

## Leben
Hartert war von 1889 bis 1891 für die Neuordnung der über 10.000 Vogelbälge des Senckenberg-Museums in Frankfurt verantwortlich. Von 1892 bis 1929 war er als Vogelkurator im Walter Rothschild Zoological Museum in Tring beschäftigt. Eine jahrzehntelange Freundschaft verband ihn – trotz der unterschiedlichen Artbegriffe beider – mit dem Tiersystematiker Otto Kleinschmidt.
Hartert publizierte mit Lionel Walter Rothschild das Museumsmagazin Novitates Zoologicae, das zwischen 1894 und 1939 erschien. Er war Autor des Werkes Die Vögel der paläarktischen Fauna (1903–1922). Des Weiteren schrieb er mit Francis Charles Robert Jourdain, Norman Frederic Ticehurst (1873–1960) und Henry Witherby (1873–1943) das Werk List of British Birds (1912).
Hartert beschrieb zahlreiche Vogelarten erstmals wissenschaftlich, darunter den Borstenraben (Corvus rhipidurus), die Amamiwaldschnepfe (Scolopax mira), den Bergbussard (Buteo oreophilus) und die Riesensalangane (Hydrochous gigas).
Im Auftrag von Lord Rothschild unternahm er Reisen nach Indien, Afrika und Südamerika. 1930 kehrte Hartert nach Berlin zurück, wo er 1933 starb. Kurz vor seinem Tod wurde er Ehrenvorsitzender der Deutschen Ornithologen Gesellschaft. Er war der letzte Ornithologe mit universeller Kenntnis der Avifauna aller Erdteile.
Im Jahr 1891 heiratete Hartert die am 21. Juni 1863 in Coesfeld geborene Claudine Bernardine Elisabeth geb. Endriss. Mit ihr hatte er einen Sohn, Joachim Karl (1893–1916), der als englischer Soldat an der Somme fiel. Gemeinsam mit ihr publizierte er 1894 einige neue Arten und Unterarten. Die Witwe verstarb am 24. August 1958 in Hilversum.

## Dedikationsnamen
Erwin Stresemann benannte 1925 die Gattung Hartertula nach ihm. Die Hartertelfe (Acestrura harterti (Simon, 1901) Syn.: Chaetocercus harterti, möglicherweise Hybrid-Ursprung), das Hartertfroschmaul (Batrachostomus harterti Sharpe, 1892), der Hartertbogenflügel (Camaroptera harterti von Zedlitz, 1911), der Blaßbauch-Erdhacker (Tarphonomus harterti (von Berlepsch, 1892)), der Hartertkolibri (Phlogophilus harterti von Berlepsch & Stolzmann, 1901), Schwarzkehl-Distelschwanz (Asthenes harterti von Berlepsch, 1901), der Banggaibülbül (Thapsinillas harterti (Stresemann, 1912)), der Hartertbreitrachen (Eurylaimus harterti van Oort, 1909) und der Hartertgrundschnäpper (Ficedula harterti (Siebers, 1928)) sind nach ihm benannt.
Außerdem wurde er in folgenden Unterarten geehrt: Stentorrohrsänger (Acrocephalus stentoreus harterti Salomonsen, 1928), Feldlerche (Alauda arvensis harterti Whitaker, 1904), Krausenmonarch (Arses telescopthalmus harterti van Oort, 1909), Triel (Burhinus oedicnemus harterti Vaurie, 1963), Mäusebussard (Buteo buteo harterti  Swann, 1919), Weißkopf-Zaunkönig (Campylorhynchus albobrunneus harterti (von Berlepsch, 1907)), Papuaschilfsteiger (Cincloramphus macrurus harterti  (Mayr, 1931)), Glanzbronzekuckuck (Chrysococcyx lucidus harterti (Mayr, 1932)), Rohrweihe (Circus aeruginosus harterti (von Zedlitz, 1914)), Brauntinamu (Crypturellus soui harterti (Brabourne & Chubb, 1914)), Buntspecht (Dendrocopos major harterti (Arrigoni degli Oddi, 1892)), Königsdrongo (Dicrurus macrocercus harterti Baker, ECS, 1918).

## Schriften (Auswahl)
Neben zahlreichen Artikeln im Museumsmagazin Novitates Zoologicae war Hartert unter anderem an folgenden Büchern beteiligt:
- 1891: Katalog der Vogelsammlung im Museum der Senckenbergischen Naturforschenden Gesellschaft in Frankfurt am Main
- mit Claudia Bernadine Elisabeth Hartert: On a collection of Humming Birds from Ecuador and Mexico. In: Novitates zoologicae : a journal of zoology in connection with the Tring Museum. Band 1, 1894, S. 43–64 (biodiversitylibrary.org).
- Some new and rare birds from Fergusson Island. In: Novitates zoologicae - A journal of zoology in connection with the Tring Museum. Band 2, 1895, S. 61–65 (biodiversitylibrary.org).
- Mr. Ernst Hartert described the following new birds and exhibited their type specimens, together with examples of allied species for comparison. In: Bulletin of the British Ornithologists' Club. Band 8, Nr. 56, 1898, S. 8–9 (biodiversitylibrary.org).
- 1897: Podargidae, Caprimulgidae und Macropterygidae
- 1897: Das Tierreich
- 1900: Trochilidae
- 1902: Aus den Wanderjahren eines Naturforschers: Reisen und Forschungen in Afrika, Asien und Amerika, nebst daran anknüpfenden, meist ornithologischen Studien
- 1903: Ueber die Pipriden-Gattung Masius Bp.
- 1910–1922: Die Vögel der paläarktischen Fauna: Systematische Übersicht der in Europa, Nord-Asien und der Mittelmeerregion vorkommenden Vögel. Drei Bände
- 1920: Die Vögel Europas